# Ken Salazar
Ken Salazar, właśc. Kenneth Lee Salazar (ur. 2 marca 1955) – amerykański polityk, ranczer i działacz ochrony środowiska naturalnego ze stanu Kolorado, który od stycznia 2005 roku reprezentuje w Senacie Stanów Zjednoczonych. Związany jest z Partią Demokratyczną.
Wraz z wyborem do izby wyższej Kongresu w 2004 Salazar został pierwszym (obok wybranego w tym samym roku Mela Martineza, republikanina z Florydy) od roku 1977 senatorem pochodzenia latynoskiego. Dołączył do nich w styczniu 2006 Bob Menendez, demokrata z New Jersey. Od 20 stycznia 2009 r. Sekretarz Zasobów Wewnętrznych Stanów Zjednoczonych.

## Wczesne lata
Urodził się w Alamosa, ale wychował w innym mieście Kolorado, Manassa, znajdującej się na obszarze San Luis Valley.
Uczęszczał do szkoły średniej w Conejos County, którą ukończył w 1973. Następnie kontynuował naukę na Colorado College (nauki polityczne), ukończonym w 1977 oraz na wydziale prawa University of Michigan (ukończonym w 1981 z tytułem doktora praw). Ken Salazar został też wyróżniony tytułem doktora honoris causa Colorado College (1993) oraz University of Denver (1999).

### Rodzina
Jego rodzice byli pochodzenia meksykańsko-hiszpańskiego. Ojciec przyszłego senatora, Henry (Enrique) Salazar, zmarł 23 grudnia 2001. Matka Emma żyje do dziś.
Ken Salazar ma siedmioro rodzeństwa. Siostry Margaret, Elaine i June, oraz braci Leandra (zmarł w 1992), LeRoya, Elliota i Johna. John Salazar (ur. 21 lipca 1953) również jest politykiem, który w 2005 został członkiem Izby Reprezentantów z Kolorado.
Salazar jest od roku 1985 żonaty z Esperanzą Hernandez. Mają dwie córki: Andreę i Melindę.

## Kariera przed wyborem na senatora
Po ukończeniu studiów prawniczych Salazar rozpoczął prywatną praktykę adwokacką. W roku 1986 został mianowany szefem zespołu doradców prawnych świeżo upieczonego gubernatora Kolorado, demokraty Roya Romera.
W roku 1990 Romer mianował go do swego gabinetu w randze szefa departamentu ds. środowiska naturalnego. Salazar zawsze uchodził za zwolennika ochrony środowiska. W 1994 opuścił stanowe władze w celu powrotu do prywatnej praktyki.
Powrócił w 1998, kiedy wybrano go na stanowisko prokuratora generalnego Kolorado. Urząd ten pełnił w latach 1999–2005. Wybrano go ponownie w 2002. Jego poprzedniczką na tym stanowisku była przyszła sekretarz ds. zasobów wewnętrznych w gabinecie prezydenta George’a W. Busha Gale Norton.

## Senator Stanów Zjednoczonych
W roku 2004 zgłosił swoją kandydaturę do Senatu, w miejsce odchodzącego Bena Nighthorse’a Campbella. Zwyciężył w prawyborach demokratycznych i pokonał w listopadzie swego republikańskiego oponenta. Był jednym z dwóch demokratycznych kandydatów, obok Baracka Obamy z Illinois, którzy w 2004 odebrali republikanom dwa miejsca w Senacie.
Został zaprzysiężony 3 stycznia 2005 roku. Jego następcą na stanowisku prokuratora generalnego Kolorado został John W. Suthers, republikanin mianowany na to miejsce przez gubernatora Billa Owensa.

### Pozycje polityczne
Salazar uchodzi za umiarkowanego demokratę. Mimo silnego poparcia dla idei ochrony środowiska przez wielu uważany jest za członka bardziej konserwatywnego skrzydła swej partii, choć na pewno nie konserwatystę w wydaniu republikańskim.
Senator Ken Salazar:
- Opowiada się za prawem kobiet do przerywania ciąży (decyzję powinna podejmować kobieta w zgodzie ze swoim Bogiem – powiedział)
- Sprzeciwiał się uchwaleniu poprawki do konstytucji w sprawie zakazu legalizacji małżeństw homoseksualnych
- Sprzeciwia się próbom prywatyzacji systemu ubezpieczeń społecznych
- Popiera instytucję kary śmierci
- Popiera zastąpienie sił US Army w Iraku kontyngentami pod flagą ONZ

Generalnie w większości klasyfikuje się go jako umiarkowanego centrystę-populistę-liberała.